# Telford Scrub Conservation Park
Telford Scrub Conservation Park är en park i Australien. Den ligger i delstaten South Australia, omkring 360 kilometer sydost om delstatshuvudstaden Adelaide. Telford Scrub Conservation Park ligger 83 meter över havet.
Närmaste större samhälle är Mount Gambier, omkring 14 kilometer söder om Telford Scrub Conservation Park. 
Trakten runt Telford Scrub Conservation Park består till största delen av jordbruksmark. Runt Telford Scrub Conservation Park är det mycket glesbefolkat, med 5 invånare per kvadratkilometer. Genomsnittlig årsnederbörd är 896 millimeter. Den regnigaste månaden är juni, med i genomsnitt 151 mm nederbörd, och den torraste är februari, med 15 mm nederbörd.